# Bremen (Georgia)
Bremen è una città degli Stati Uniti d'America, situata nello Stato della Georgia e in particolare nella contea di Haralson. Una piccola parte della città si trova nella contea di Carroll.